# 陈万志
陈万志（1944年—），四川泸县人，汉族，中华人民共和国政治人物、第十一届全国人民代表大会重庆地区代表。

## 生平
毕业于重庆大学铸造专业。加入民盟。担任民盟中央常委、重庆市委主委，重庆市政协副主席。2008年起担任全国人大代表。